# Erlendur Haraldsson
Erlendur Haraldsson é um psicólogo e parapsicólogo, pesquisador e autor de artigos e livros sobre a sobrevivência do espírito e reencarnação.

## Biografia
Fez cursos de Filosofia nas universidades de Edimburgo e Friburgo, na Alemanha. Tem um curso de Psicologia da Universidade de Friburgo e de Munique, onde obteve o diploma em 1969. Fez estágio em Psicologia Clínica na Universidade da Virgínia (EUA). Obteve o doutoramento na Universidade de Friburgo em 1972.
Foi pesquisador associado da Sociedade Americana de Pesquisas Psíquicas entre 1972 e 1974. Foi professor do Departamento de Psicologia da Universidade da Islândia (1973) e Professor Emérito da mesma universidade (1999).
Haraldsson têm percorrido o mundo entrevistando crianças que ainda em tenra idade relatam fatos que teriam ocorrido em uma outra existência. Em uma de suas viagens ao Sri Lanka, por exemplo, ele se depara com um caso de uma menina chamada Purmina Ekanayake. Quando tinha perto de três anos, ela começou a contar para sua mãe sobre uma vida anterior. Ela disse que era homem, trabalhava em uma fábrica de incensos e havia sido atropelada por um ônibus, motivo de seu óbito. Ela conta diversos detalhes impossíveis de serem inventados por uma menina naquela idade relacionadas a essa vida anterior, como detalhes sobre as pessoas com quem se relacionava e principalmente o fato de que trabalhava com a fabricação de incensos do tipo “Ambiga” e “Geta Pichcha”, marcas bem específicas daquela região. Então, um pesquisador local, Sumanasiri, começou a levantar dados próximo a fábrica que produzia essas marcas e encontrou a família de Jinadasa, um rapaz que trabalhava na fábrica e morreu atropelado dois anos antes do nascimento da menina. Em 1993, Purmina fez sua primeira visita à família de Jinadasa, ocasião em que surpreende a todos quando chama o cunhado do rapaz pelo nome exato, sem, obviamente jamais ter tido qualquer tipo de contato com a família. Para completar, entre outros detalhes não menos surpreendentes, Dr. Haraldsson analisa os laudos da necrópsia do rapaz atropelado e constata que ele havia sofrido diversas perfurações por pedaços de metal na região do abdômen, local onde a menina apresenta uma série de marcas de nascença. Os detalhes e a exatidão de algumas informações desse caso são impressionantes.